# Transformée en W
En théorie du signal, on appelle transformée en W le résultat de la fonction homographique définie par {\displaystyle f(z)={\frac {z+1}{z-1}}}, où z est en pratique à son tour le résultat d'une transformée en Z.

## Propriétés algébriques
La transformation en W envoie le cercle unité sur le demi-plan x < 0.
Cette transformation est involutive, c'est-à-dire que si w = f(z) alors z = f(w). En effet, la relation w = f(z) est symétrique en z et w, car on peut l'écrire zw – (z + w) – 1 = 0.
Ses deux points fixes sont les réels 1+√2 et 1–√2, ce qui permet l'écriture plus synthétique
{\displaystyle W={\frac {w-1+{\sqrt {2}}}{w-1-{\sqrt {2}}}}=-{\frac {z-1+{\sqrt {2}}}{z-1-{\sqrt {2}}}}=-Z} ;
on retrouve bien l'involutivité car (–1)2 = 1.

## Note
1. ↑  En fait, selon les auteurs, d'autres homographies (non involutives) sont parfois choisies, comme –f ou 1/f.

## Référence
Jean-Charles Gilles, Systèmes et signaux déterministes (on trouvera à partir de la page 33 une utilisation de la transformation en W permettant un emploi plus aisé du critère de Routh).